# 1135
1135 (MCXXXV) a fost un an obișnuit al calendarului iulian.

## Evenimente
- 7 ianuarie: Harald al IV-lea reușește să îl înlăture pe Magnus al IV-lea de pe tronul Norvegiei, însă este, la rândul său, asasinat de un alt pretendent; războiul civil continuă.
- 16 martie: Se încheie un compromis, prin care stăpânirea lui Zengi asupra Damascului rămâne pur formală: atabegul de Mosul, pentru a preîntâmpina o revoltă a propriei sale armate, își dirijează trupele către nord.
- 17 aprilie: Trupele atabegului de Mosul, Zengi, ocupă fortăreața al-Atharib; în continuare, și alte puncte stăpânite de cruciați la est de Orontes (Zerdana, Maara, Kafr Tab) și prin care aceștia amenințau Alepul, sunt cucerite.
- 26 mai: Alfonso al VII-lea al Castiliei și Leonului este încoronat în catedrala din Leon ca "Împărat al tuturor Spaniilor".
- 5 iunie: Debarcat la Salerno, regele Roger al II-lea al Siciliei ocupă și distruge Aversa, după care începe asediul asupra Napoli.
- 14 iunie: Abandonat de cei mai mulți dintre emiri, califul abbasid al-Mustarchid este înfrânt și capturat între Hamadan și Bagdad de către sultanul selgiucid Ghiyath ad-din Massud; eliberat, el va fi asasinat două luni mai târziu.
- 4 august: Pisanii pradă Amalfi.
- 1 octombrie: Regele Roger al II-lea al Siciliei îl impune pe fiul său, Alphonse ca principe de Capua.
- 1 decembrie: În pofida drepturilor Matildei, tronul Angliei este ocupat de Ștefan I, conte de Blois și nepotul lui Henric I; odată înfrântă Matilda, susținătorii acesteia sunt îndepărtați; situația degenerează într-un război civil.

### Nedatate
- ianuarie: Ismail, atabegul de Damasc, trimite un apel disperat către Zengi, emirul de Mosul, pentru a-i solicita ajutorul, altminteri fiind nevoit să predea orașul cruciaților; la puțină vreme, Ismail cade victima unui complot organizat de mama sa, prințesa Zomorrod, care îl instalează în funcție pe un alt fiu al său, Mahmud, și organizează rezistența atât împotriva cruciaților, cât și a lui Zengi.
- februarie: Bolnav și puternic afectat de moartea soției sale, Elvira de Castilla, regele Roger al II-lea al Siciliei are de făcut față revoltei lui Robert al II-lea de Aversa, Rainulf de Alife și a ducelui Sergiu de Neapole, care se bucură și de sprijinul naval al pisanilor.
- august: Regele Boleslaw al III-lea al Poloniei se recunoaște vasal al împăratului Lothar al III-lea, față de care se obligă la plata unui tribut anual.
- Dinastia solomonizilor, domnitoare în Ethiopia, este înlocuită cu dinastia Zagwe.
- Erezia catharilor se răspândește în nordul Galiei; reacția clerului conduce la aruncarea în închisoare și condamnarea ereticilor la Liege.
- Este construit castelul Leiria, în Portugalia, post avansat în direcția teritoriului stăpânit de mauri.
- Începe o puternică ofensivă bizantină în Orient; împăratul Ioan al II-lea Comnen ocupă Kastamonu și Gangres și îi înfrânge pe turcii danișmenizi din Melitene (Malatya).
- Jurchenii încep o campanie împotriva mongolilor conduși de Kabul Han.
- Prima atestare documentară a localității Ghioroc (județul Arad).
- Trupele regelui Roger al II-lea al Siciliei desăvârșesc cucerirea Djerbei (în golful Gabes) de la musulmani.
- Un incendiu izbucnit la Londra avariază catedrala St Paul și podul Londrei.

## Arte, științe, literatură și filozofie
- Cronicarul englez Geoffrey de Monmouth, episcop în Țara Galilor, redactează "Historia Regum Britanniae", sursă a legendei arturiene.
- La Toledo, arhiepiscopul Raymond de Sauvetât înființează o școală de traducere a manuscriselor arabe în limba latină; Europoa occidentalî începe să cunoască scrierile musulmanilor și ale vechilor greci; începe răspândirea lui Aristotel în Occident.

## Înscăunări
- 7 ianuarie: Sigurd Slembe, rege al Norvegiei (1135-1139), rege rival.
- 8 septembrie: Ar-Rachid, calif de Bagdad (1135-1136).
- 1 octombrie: Alphonse de Hauteville, principe de Capua (1135-1137).
- 1 decembrie: Ștefan I, rege al Angliei (1135-1154).
- Mahmud, atabeg de Damasc.

## Nașteri
- 30 martie: Moses Maimonide, rabin, doctor și filosof evreu din Cordoba (d. 1204)
- Afonso de Portugalia (d. 1207)
- Chretien de Troyes, poet francez (d.c. 1180)
- Gauthier de Châtillon, scriitor și teolog francez (d. 1204).
- Guillaume cu Mâinile Albe, cardinal francez (d. 1202).
- Hermann al IV-lea de Baden (d. 1190).

- Inge I, rege al Norvegiei (d. 1161).

- Pierre de Blois, poet și diplomat francez (d. 1203).
- Sharafeddin Tusi, matematician persan (d. 1213)

- William of Newburgh, istoric și călugăr englez (d. 1198).

## Decese
- 30 ianuarie: Ismail, atabeg de Damasc (n. ?)
- 6 februarie: Elvira de Castilla, soția regelui Roger al II-lea al Siciliei (n. ?)
- 4 iunie: Huizong, împărat al Chinei (n. 1082).
- 19 august: Al-Mustarshid, calif abbasid (n. ?)
- 1 decembrie: Henric I, rege al Angliei (n. 1068/1069)
- Milarepa, poet tibetan (n. 1052).